# Neosilurus idenburgi
Neosilurus idenburgi es una especie de peces de la familia Plotosidae en el orden de los Siluriformes.

## Morfología
• Los machos pueden llegar alcanzar los 27 cm de longitud total.

## Distribución geográfica
Se encuentra al norte de Nueva Guinea.